# ريس غرانت
ريس غرانت (بالإنجليزية: Rhys Grant)‏ هو مجدف أسترالي، ولد في 6 فبراير 1987 في سوبياكو ‏ في أستراليا.

## وصلات خارجية
- ريس غرانت على موقع الاتحاد الدولي للتجديف (الإنجليزية)
- ريس غرانت على موقع اللجنة الأولمبية الدولية (الإنجليزية)
- ريس غرانت على موقع أوليمبيديا (الإنجليزية)
- ريس غرانت على موقع اللجنة الأولمبية الأسترالية (الإنجليزية)